# Mijke de Jong

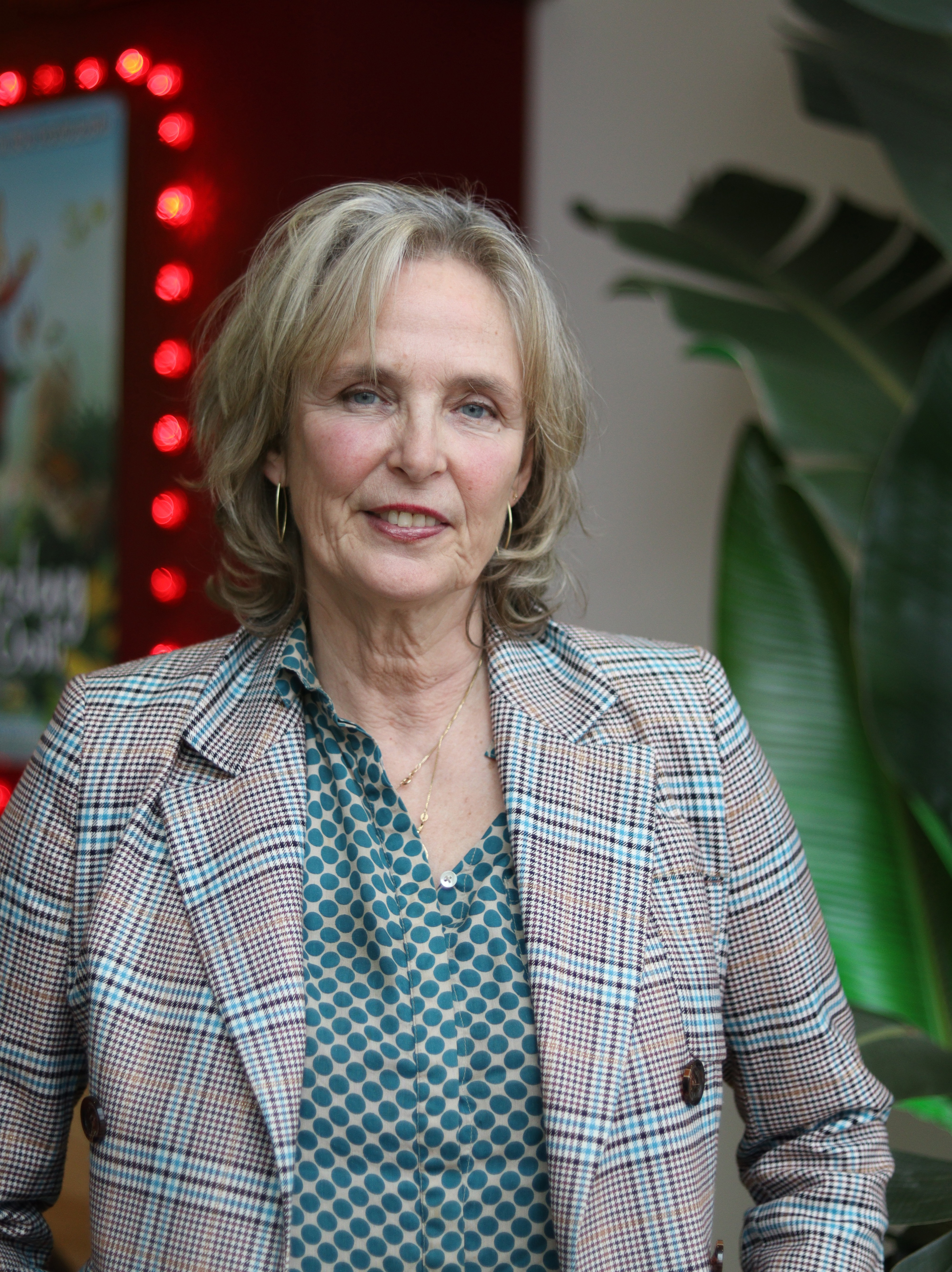
Mijke de Jong, 2022

Mijke de Jong (* 23. September 1959 in Rotterdam) ist eine niederländische Filmregisseurin und Drehbuchautorin.

## Leben
Mijke de Jong studierte ab 1978 an der Nederlandse Film en Televisie Academie in Amsterdam. Zu dieser Zeit war sie Mitglied der Anti-Militarismus-Aktionsgruppe Onkruit. Bereits mit ihrem Debütfilm In krakende welstand über drei Hausbesetzer konnte sie den Filmpreis der Stadt Utrecht verzeichnen. Das Sozialdrama Hartverscheurend erhielt den Preis der niederländischen Filmkritik. Für die Isolationsstudie Tussenstand wurde sie 2007 mit dem Goldenen Kalb ausgezeichnet.
Für das Islamismus-Drama Layla M. wurde sie mit dem Fritz-Gerlich-Filmpreis ausgezeichnet. Der Film selbst wurde als niederländischer Beitrag für die Oscarverleihung 2018 für den besten fremdsprachigen Film eingereicht.

## Filmografie (Auswahl)
- 1990: In krakende welstand
- 1993: Hartverscheurend
- 1996: Lieve Aisja
- 2004: Bluebird
- 2007: Tussenstand
- 2008: Het zusje van Katia
- 2010: Joy
- 2011: Geloven – Believing
- 2013: Symbiose
- 2014: Brozer
- 2016: Layla M.
- 2019: God Only Knows